# Maledetto il giorno che t'ho incontrato
Pour plus de détails, voir Fiche technique et Distribution.
Maledetto il giorno che t'ho incontrato est un film italien réalisé par Carlo Verdone, sorti en 1992.

## Fiche technique
- Titre : Maledetto il giorno che t'ho incontrato
- Réalisation : Carlo Verdone
- Scénario : Carlo Verdone et Francesca Marciano
- Photographie : Danilo Desideri
- Montage : Antonio Siciliano
- Musique : Fabio Liberatori
- Production : Mario et Vittorio Cecchi Gori
- Pays d'origine : Italie
- Genre : comédie
- Date de sortie : 1992

## Distribution
- Carlo Verdone : Bernardo Arbusti
- Margherita Buy : Camilla Landolfi
- Elisabetta Pozzi : Adriana
- Giancarlo Dettori : Attilio
- Stefania Casini : Clari
- Richard Benson : Présentateur Juke-box all'idrogeno
- Didi Perego : mère de Camilla